# Esposizioni riconosciute dal BIE
Il Bureau international des Expositions (BIE) di Parigi riconosce le esposizioni universali riportate nelle tabelle sottostanti, catalogate secondo le varie regolamentazioni approvate negli anni.
Prima dei documenti internazionali le esposizioni non erano catalogate secondo criteri precisi ma denominate genericamente "esposizione internazionale"; il BIE riconosce una parte delle manifestazioni effettivamente organizzate in quegli anni e le denomina genericamente "esposizioni storiche".
Con la convenzione del 1928 (entrata in vigore nel 1931 e successivamente ratificata e modificata nel 1972 e nel 1988) si è pensato di distinguere una tipologia di expo primaria e una secondaria, denominate ufficialmente in maniera diversa, a seconda del periodo e del protocollo in essere, ma normalmente riconducibili alle due categorie di esposizione universale e esposizione specializzata. La prima categoria comprende expo di durata più lunga (normalmente un semestre) e di argomenti più vasti, mentre la seconda expo è di durata più breve (pochi mesi) e di tema più specifico. Le esposizioni hanno anche assunto una frequenza precisa, questo per evitare il gran numero di esposizioni patrocinate dal BIE, che si sono organizzate alla fine del XX secolo.

## Esposizioni (Expo)

### Storiche
Vengono qui definite storiche le Esposizioni antecedenti al primo protocollo BIE del 1933.
| Esposizioni storiche            | Esposizioni storiche                                                                       | Esposizioni storiche | Esposizioni storiche  |
| Edizione                        | Tema                                                                                       | Sede                 | Sede                  |
| ------------------------------- | ------------------------------------------------------------------------------------------ | -------------------- | --------------------- |
| Esposizione universale del 1851 | Industria di tutte le nazioni                                                              | Londra               | Regno Unito           |
| Esposizione universale del 1855 | Agricoltura, industria e arti                                                              | Parigi               | Francia               |
| Esposizione universale del 1862 | Industria e arti                                                                           | Londra               | Regno Unito           |
| Esposizione universale del 1867 | Agricoltura, industria e arti                                                              | Parigi               | Francia               |
| Esposizione universale del 1873 | Cultura e istruzione                                                                       | Vienna               | Austria-Ungheria      |
| Esposizione universale del 1876 | Celebrazione del centenario della dichiarazione d'indipendenza americana del 4 luglio 1776 | Filadelfia           | Stati Uniti d'America |
| Esposizione universale del 1878 | Agricoltura, arte e industria                                                              | Parigi               | Francia               |
| Esposizione universale del 1880 | Arti, manufatti, prodotti industriali e agricoli di ogni Nazione                           | Melbourne            | Australia             |
| Esposizione universale del 1888 | Arte e industria                                                                           | Barcellona           | Spagna                |
| Esposizione universale del 1889 | Celebrazione del centenario della Rivoluzione Francese                                     | Parigi               | Francia               |
| Esposizione universale del 1893 | Quarto centenario della scoperta dell'America                                              | Chicago              | Stati Uniti d'America |
| Esposizione universale del 1897 | La vita moderna                                                                            | Bruxelles            | Belgio                |
| Esposizione universale del 1900 | Valutazione di un secolo                                                                   | Parigi               | Francia               |
| Esposizione universale del 1904 | Celebrazione del centenario dell'acquisto della Louisiana                                  | St. Louis            | Stati Uniti           |
| Esposizione universale del 1905 | Commemorazione per il 75º anniversario dell'indipendenza del Belgio                        | Liegi                | Belgio                |
| Esposizione universale del 1906 | Trasporti                                                                                  | Milano               | Italia                |
| Esposizione universale del 1910 | Arte, scienze, industria e agricoltura                                                     | Bruxelles            | Belgio                |
| Esposizione universale del 1911 | Industria e Lavoro                                                                         | Torino               | Italia                |
| Esposizione universale del 1913 | Pace, industria e arte                                                                     | Gand                 | Belgio                |
| Esposizione universale del 1915 | Inaugurazione del canale di Panama e celebrazioni per la costruzione di San Francisco      | San Francisco        | Stati Uniti           |
| Esposizione universale del 1929 | Industria, arte e sport                                                                    | Barcellona           | Spagna                |
| Esposizione universale del 1933 | L'indipendenza tra industria e ricerca scientifica                                         | Chicago              | Stati Uniti           |

### Protocollo del 1933
Il regolamento approvato nel 1933 prevedeva due categorie di esposizioni:
- Esposizione Generale
  - di 1ª categoria
  - di 2ª categoria
- Esposizione Speciale

| Esposizioni Generali di 1ª categoria | Esposizioni Generali di 1ª categoria         | Esposizioni Generali di 1ª categoria | Esposizioni Generali di 1ª categoria |
| Edizione                             | Tema                                         | Sede                                 | Sede                                 |
| ------------------------------------ | -------------------------------------------- | ------------------------------------ | ------------------------------------ |
| Esposizione universale del 1935      | La colonizzazione dei trasporti              | Bruxelles                            | Belgio                               |
| Esposizione universale del 1958      | Valutazione del Mondo per un mondo più umano | Bruxelles                            | Belgio                               |
| Esposizione universale del 1967      | L'Uomo e il suo Mondo                        | Montréal                             | Canada                               |
| Esposizione universale del 1970      | Progresso e Armonia per l'Umanità            | Osaka                                | Giappone                             |

| Esposizioni Generali di 2ª categoria | Esposizioni Generali di 2ª categoria            | Esposizioni Generali di 2ª categoria | Esposizioni Generali di 2ª categoria |
| Edizione                             | Tema                                            | Sede                                 | Sede                                 |
| ------------------------------------ | ----------------------------------------------- | ------------------------------------ | ------------------------------------ |
| Esposizione universale del 1937      | Arte e tecnica nella vita moderna               | Parigi                               | Francia                              |
| Esposizione universale del 1939      | Costruire il mondo di domani                    | New York                             | Stati Uniti                          |
| Esposizione universale del 1949      | Bicentenario della fondazione di Port au Prince | Port-au-Prince                       | Haiti                                |
| Esposizione universale del 1962      | L'Uomo nell'età dello Spazio                    | Seattle                              | Stati Uniti                          |

| Esposizioni Speciali            | Esposizioni Speciali                          | Esposizioni Speciali | Esposizioni Speciali |
| Edizione                        | Tema                                          | Sede                 | Sede                 |
| ------------------------------- | --------------------------------------------- | -------------------- | -------------------- |
| Esposizione universale del 1936 | Aviazione                                     | Stoccolma            | Svezia               |
| Esposizione universale del 1938 | Aeronautica                                   | Helsinki             | Finlandia            |
| Esposizione universale del 1939 | Tecniche dell'acqua                           | Liegi                | Belgio               |
| Esposizione universale del 1947 | Urbanismo                                     | Parigi               | Francia              |
| Esposizione universale del 1949 | Gli sport nel mondo                           | Stoccolma            | Svezia               |
| Esposizione universale del 1949 | L'abitazione rurale                           | Lione                | Francia              |
| Esposizione universale del 1951 | Tessile                                       | Lilla                | Francia              |
| Esposizione universale del 1953 | La conquista del deserto                      | Gerusalemme          | Israele              |
| Esposizione universale del 1953 | Agricoltura                                   | Roma                 | Italia               |
| Esposizione universale del 1954 | Navigazione                                   | Napoli               | Italia               |
| Esposizione universale del 1955 | Sport                                         | Torino               | Italia               |
| Esposizione universale del 1955 | L'abitazione dell'uomo moderno                | Helsingborg          | Svezia               |
| Esposizione universale del 1956 | Agrumi                                        | Beit Dagan           | Israele              |
| Esposizione universale del 1957 | Ricostruzione dell'area Hansa                 | Berlino              | Germania Ovest       |
| Esposizione universale del 1961 | Centenario dell'Unità d'Italia                | Torino               | Italia               |
| Esposizione universale del 1965 | Trasporti                                     | Monaco               | Germania Ovest       |
| Esposizione universale del 1968 | La confluenza delle civiltà nelle Americhe    | San Antonio          | Stati Uniti          |
| Esposizione universale del 1971 | La caccia nel Mondo                           | Budapest             | Ungheria             |
| Esposizione universale del 1974 | Celebrare il nuovo ambiente fresco del domani | Spokane              | Stati Uniti          |
| Esposizione universale del 1975 | Il mare che vorremmo vedere                   | Okinawa              | Giappone             |

### Protocollo del 1972
Il protocollo del 1972 sanciva la differenziazione fra due tipologie di Expo:
- Esposizione Universale (in inglese World Exhibition)
- Esposizione Internazionale Specializzata (in inglese International Specialized Exhibition)

(Protocollo 1972)
(Protocollo 1972)
| Esposizioni Universali | Esposizioni Universali      | Esposizioni Universali | Esposizioni Universali |
| Edizione               | Tema                        | Sede                   | Sede                   |
| ---------------------- | --------------------------- | ---------------------- | ---------------------- |
| Expo 1992              | L'età delle scoperte        | Siviglia               | Spagna                 |
| Expo 2000              | Umanità, Natura, Tecnologia | Hannover               | Germania               |

| Esposizioni Internazionali Specializzate | Esposizioni Internazionali Specializzate                               | Esposizioni Internazionali Specializzate | Esposizioni Internazionali Specializzate |
| Edizione                                 | Tema                                                                   | Sede                                     | Sede                                     |
| ---------------------------------------- | ---------------------------------------------------------------------- | ---------------------------------------- | ---------------------------------------- |
| Expo 1981                                | Caccia                                                                 | Plovdiv                                  | Bulgaria                                 |
| Expo 1982                                | L'energia trasforma il mondo                                           | Knoxville                                | Stati Uniti                              |
| Expo 1984                                | I mondi dei fiumi - Acqua fresca come sorgente di vita                 | New Orleans                              | Stati Uniti                              |
| Expo 1985                                | Le conquiste dei giovani inventori                                     | Plovdiv                                  | Bulgaria                                 |
| Expo 1985                                | L'abitazione e il suo intorno - Scienza e Tecnologia per l'uomo a casa | Tsukuba                                  | Giappone                                 |
| Expo 1986                                | Trasporti e comunicazione: Mondo in movimento - Mondo in contatto      | Vancouver                                | Canada                                   |
| Expo 1988                                | Il divertimento nell'era della tecnologia                              | Brisbane                                 | Australia                                |
| Expo 1991                                | Creatività dei giovani per un mondo pacifico                           | Plovdiv                                  | Bulgaria                                 |
| Expo 1992                                | Cristoforo Colombo - La nave e il mare                                 | Genova                                   | Italia                                   |
| Expo 1993                                | La sfida di una nuova strada verso lo sviluppo                         | Taejon                                   | Corea del Sud                            |
| Expo 1998                                | Oceani - Un'eredità per il futuro                                      | Lisbona                                  | Portogallo                               |

### Protocollo del 1988
Secondo il protocollo del 1988 le Expo sono suddivise in:
- Esposizioni Internazionali Registrate (comunemente dette Universali, in inglese International Registered Exhibitions)
- Esposizioni Internazionali Riconosciute (comunemente dette Specializzate, in inglese International Recognised Exhibitions)

| Esposizioni Registrate | Esposizioni Registrate                                    | Esposizioni Registrate | Esposizioni Registrate |
| Edizione               | Tema                                                      | Sede                   | Sede                   |
| ---------------------- | --------------------------------------------------------- | ---------------------- | ---------------------- |
| Expo 2005              | La Saggezza della Natura                                  | Aichi                  | Giappone               |
| Expo 2010              | Città migliore, vita migliore                             | Shanghai               | Cina                   |
| Expo 2015              | Nutrire il pianeta, energia per la vita                   | Milano                 | Italia                 |
| Expo 2020              | Connettere le menti, creare il futuro                     | Dubai                  | Emirati Arabi Uniti    |
| Expo 2025              | Delineare la società del futuro per le nostre vite        | Osaka                  | Giappone               |
| Expo 2030              | L'era del cambiamento: insieme per un futuro lungimirante | Riad                   | Arabia Saudita         |

| Esposizioni Riconosciute | Esposizioni Riconosciute                                                                                     | Esposizioni Riconosciute | Esposizioni Riconosciute |
| Edizione                 | Tema | Sede                     | Sede                     |
| ------------------------ | --- | ------------------------ | ------------------------ |
| Expo 2008                | Acqua e sviluppo sostenibile                                                                                 | Saragozza                | Spagna                   |
| Expo 2012                | Costa e oceani che vivono                                                                                    | Yeosu                    | Corea del Sud            |
| Expo 2017                | Energia del futuro                                                                                           | Astana                   | Kazakistan               |
| Expo 2023                | Scienza, innovazione, arte e creatività per lo sviluppo umano. Industrie creative nella convergenza digitale | Buenos Aires             | Argentina                |
| Expo 2027                | Giocare per l'umanità: sport e musica per tutti                                                              | Belgrado                 | Serbia                   |

## Esposizioni Orticole
Dal 1960 il BIE garantisce il riconoscimento alle Esposizioni Internazionali Orticole approvate dalla AIPH (Associazione Internazionale dei Produttori Orticoli). In particolare sono eventualmente riconosciute le esposizioni di categoria A1. Sono inoltre riconosciute in maniera ricorrente:
- Le IGA Internationale Gartenbauausstellung (Mostre Internazionali di Giardinaggio) che si tengono in Germania
- Le Floriade, mostre internazionali di giardinaggio che si tengono nei Paesi Bassi

| Esposizioni Internazionali Orticole                      | Esposizioni Internazionali Orticole                                                                   | Esposizioni Internazionali Orticole | Esposizioni Internazionali Orticole |
| Evento                                                   | Tema                                                                                                  | Sede                                | Sede                                |
| -------------------------------------------------------- | --- | ----------------------------------- | ----------------------------------- |
| Floriade 1960                                            | Orticoltura internazionale                                                                            | Rotterdam                           | Paesi Bassi                         |
| IGA 1963                                                 | Tutte le categorie dell'orticoltura da un punto di vista economico e culturale                        | Amburgo                             | Germania                            |
| WIG 1964                                                 | Orticoltura internazionale                                                                            | Vienna                              | Austria                             |
| Floralies Internationales 1969                           | Fiori di Francia e Fiori del Mondo                                                                    | Parigi                              | Francia                             |
| Floriade 1972                                            | Sforzi compiuti dall'orticoltura internazionale                                                       | Amsterdam                           | Paesi Bassi                         |
| IGA 1973                                                 | Orticoltura internazionale                                                                            | Amburgo                             | Germania                            |
| WIG 1974                                                 | Orticoltura internazionale                                                                            | Vienna                              | Austria                             |
| Les Floralies 1980                                       | Relazioni tra le attività socio-culturali dell'uomo e il suo ambiente fisico                          | Montréal                            | Canada                              |
| Floriade 1982                                            | Orticoltura internazionale                                                                            | Amsterdam                           | Paesi Bassi                         |
| IGA 1983                                                 | Orticoltura internazionale                                                                            | Monaco                              | Germania                            |
| International Garden Festival 1984                       | Progressi compiuti dall'orticoltura internazionale e nazionale                                        | Liverpool                           | Regno Unito                         |
| Esposizione Internazionale dei Giardini e del Verde 1990 | Coesistenza armoniosa tra natura e umanità                                                            | Osaka                               | Giappone                            |
| Floriade 1992                                            | Le possibilità attuali della ricerca orticola moderna in tema di qualità, tecnica, scienza e gestione | Zoetermeer                          | Paesi Bassi                         |
| IGA 1993                                                 | Città e Natura - Un approccio responsabile                                                            | Stoccarda                           | Germania                            |
| International Garden Festival 1999                       | L'Uomo nella Natura - In cammino verso il XXI secolo                                                  | Kunming                             | Cina                                |
| Floriade 2002                                            | Il contributo dell'orticoltura olandese e internazionale nella qualità della vita del XXI secolo      | Haarlemmermeer                      | Paesi Bassi                         |
| IGA 2003                                                 | Parco sul mare. Un nuovo mondo fiorito                                                                | Rostock                             | Germania                            |
| Royal Flora Ratchaphruek 2006/2007                       | Esprimere amore per l'umanità                                                                         | Chiang Mai                          | Thailandia                          |
| Floriade 2012                                            | Essere parte del teatro della Natura; avvicinarsi alla qualità della vita                             | Venlo                               | Paesi Bassi                         |
| Expo 2016                                                | Fiori e bambini - Una vita verde per le generazioni future                                            | Antalya                             | Turchia                             |
| Expo 2019                                                | Vivere green, vivere meglio                                                                           | Pechino                             | Cina                                |
| Floriade 2022                                            | Sviluppare città verdi                                                                                | Almere, Amsterdam                   | Paesi Bassi                         |

## Triennale di Milano
Le Esposizioni di arti decorative e di architettura moderna della Triennale di Milano sono le uniche esposizioni riconosciute dal BIE ad essere organizzate sempre nella stessa città.
| V (1933)     | Stile e Civiltà                                                    |
| VI (1936)    | Continuità - Modernità                                             |
| VII (1940)   | Ordine - Tradizione                                                |
| VIII (1947)  | L'abitazione                                                       |
| IX (1951)    | Merci - Standard                                                   |
| X (1954)     | Prefabbricati - Design industriale                                 |
| XI (1957)    | Migliorare la qualità dell'espressione nella civiltà contemporanea |
| XII (1960)   | Casa e scuola                                                      |
| VIII (1964)  | Tempo libero                                                       |
| XIV (1968)   | Grande numero                                                      |
| XVII (1988)  | Le città del mondo e il futuro delle metropoli                     |
| XVIII (1992) | La vita tra cose e natura: il progetto e la sfida ambientale       |
| XIX (1996)   | Identità e Differenze                                              |
| XXI (2016)   | XXI secolo. Design dopo design                                     |
| XXII (2019)  | Broken Nature: Design Takes on Human Survival                      |
| XXIII (2022) | Unknown Unknowns. An Introduction to Mysteries                     |